# Mohamed Choumane
Mohamed Choumane (* 1967) ist ein ehemaliger algerischer Skirennläufer.

## Werdegang
Nachdem er im April 1995 an zwei FIS-Rennen in der Schweiz teilgenommen hatte, war Choumane 1997 Mitglied des fünfköpfigen algerischen Teams bei den alpinen Skiweltmeisterschaften im italienischen Sestriere. Im Super-G belegte unter 66 gewerteten Fahrern den letzten Platz. Im Riesenslalom schied er im 1. Durchgang aus.